# Березка (Зав'яловський район)
Бере́зка (рос. Берёзка) — присілок (колишнє селище) в Зав'яловському районі Удмуртії, Росія.
Присілок молодий, утворений на місці колишнього піонерського табору. Розташований посеред лісу на роздоріжжі, тут від траси Іжевськ-Зав'ялово повертає дорога на схід до Іжевського аеропорту.
Населення — 78 осіб (2010; 75 в 2002).
Національний склад станом на 2002 рік:
- росіяни — 52 %
- удмурти — 27 %